# Homelix vittatus
Homelix vittatus là một loài bọ cánh cứng trong họ Cerambycidae.